# Гайек, Антонин
Антони́н Га́ек (чеш. Antonín Hájek [ˈantoɲiːn ˈɦaːjɛk]; 12 февраля 1987, Фридлант — сентябрь 2022, Малайзия) — прыгун с трамплина, участник Олимпийских игр.

## Карьера
Он начал заниматься прыжками с трамплина в возрасте пяти лет в Гаррахове. Его первым тренером был Далибор Мотейлек. Будучи юниором, он добился нескольких успехов на чемпионатах мира в своей возрастной категории. В Рованиеми, Финляндия, он добился своего лучшего результата в 2005 году, когда был четвертым на промежуточном мосту,где не хватило 1,5 очка до медали. В то же время он стоял на подиуме в гонке Континентального кубка в Бишофсхофене.
В Кубке мира Гайек дебютировал в 2004 году,а в январе 2005 года впервые попал в десятку лучших на этапе Кубка мира. Всего имеет 14 попаданий в десятку на этапах Кубка мира, 6 в личных соревнованиях и 8 в командных. Лучшим результатом Гайека в итоговом общем зачёте Кубка мира является 23-е место в сезоне 2009—2010.
Летом 2006 года добился частичных хороших результатов в гонках на пластике. Он выиграл гонку Континентального кубка в Оберстдорфе, занял третье место в двух гонках Гран-при в Хакубе и был двенадцатым в общем зачете Гран-при.
По окончании сезона 2006/07 в марте 2007 года он набрал хорошую форму и впервые ворвался в первую десятку в гонке Кубка мира в Лахти. После этого он также стартовал в гонках на лыжах на мосту Летальница в Планице. С полётом 204,5 метра он занял третье место в исторических таблицах Чехии.
В сезоне 2009/10 вернулся в спортивную жизнь после серьезной автокатастрофы, случившейся с ним в 2008 году, и сразу набрал жизненную форму. Он финишировал 4-м в Саппоро, что по-прежнему является его лучшим результатом в карьере. Два месяца спустя Гайек совершил свой самый длинный полет в Планице, с которым он также установил новый чешский рекорд: на тогдашнем самом большом мосту в мире он пролетел на пределе 236 метров и всего на три метра не дотянул до тогдашнего мирового рекорда.
На Олимпиаде-2010 в Ванкувере стартовал в трёх дисциплинах: стал 7-м в команде, 21-м на нормальном трамплине и 7-м на большом трамплине.
Гайек стартовал на зимних Олимпийских играх 2010 года, где занял 21-е место в гонке по среднему мосту, седьмое по большому мосту и помог сборной Чехии занять седьмое место в командной гонке. На Олимпийских играх 2014 года он финишировал 28-м на большом мосту и занял седьмое место в составе сборной Чехии.
Использовал лыжи производства фирмы Fischer.
Летом 2015 года он был исключен из сборной из-за проблем с образом жизни, на что его работодатель, клуб «Дукла Либерец», отреагировал увольнением. В сентябре того же года Гайек объявил о завершении своей прыжковой карьеры. С 2015 года он работал тренером как в мужской, так и в женской сборных. Гайек пропал без вести с октября 2022 года и умер в Малайзии.